# Juan-Fernández-Hotspot

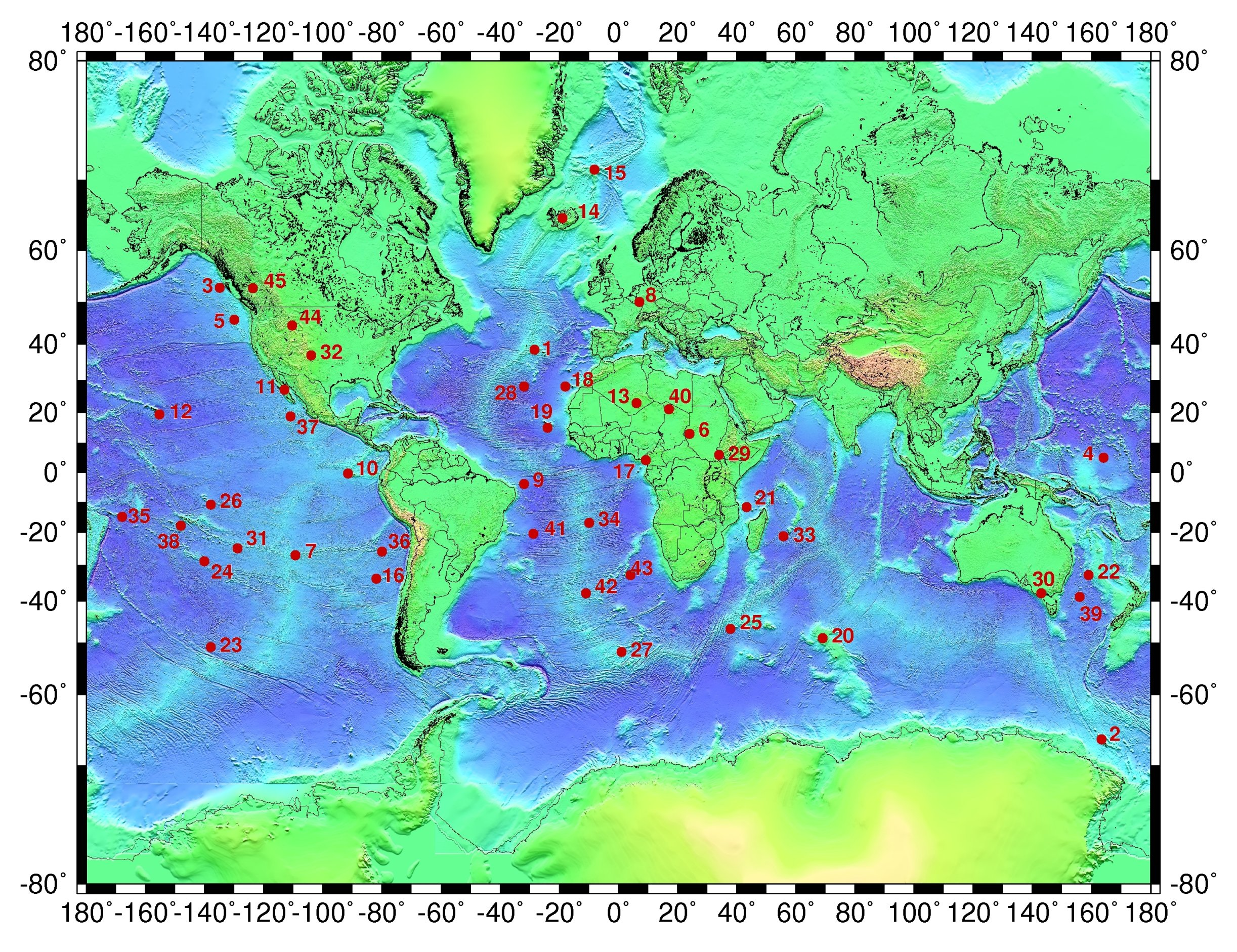
Der Juan-Fernández-Hotspot ist auf der Karte mit der Nummer 16 markiert.

Der Juan-Fernández-Hotspot ist ein vulkanischer Hotspot im südöstlichen Pazifik. Der Hotspot schuf den Juan-Fernández-Rücken, der den Juan-Fernández-Archipel und eine lange Kette von Tiefseebergen umfasst, die im Atacamagraben an der Stelle von Papudo subduziert werden, wodurch die vulkanische Lücke von Norte Chico entsteht.